# Nowa Liga Hanzeatycka
Nowa Liga Hanzeatycka (również Hanza 2.0) – nazwa stosowana wobec grupy ośmiu państw Europy Północnej – Danii, Estonii, Finlandii, Holandii, Irlandii, Litwy, Łotwy i Szwecji, której celem jest reforma systemu Europejskiego Mechanizmu Stabilności oraz ochrona interesów państw północnej Europy.

## Historia
Nowa Liga Hanzeatycka została powołana w lutym 2018 z inicjatywy premiera Holandii, Marka Rutte, po podpisaniu umowy przez ministrów finansów ośmiu państw członkowskich, choć już podczas kryzysu euro w 2012 spodziewano się bliższej współpracy państw Europy Północnej. Nazwa organizacji nadana przez media nawiązuje do istniejącego w dawnych czasach północnoeuropejskiego Związku Hanzeatyckiego.

## Wspólne cele
Wspólnymi celami państw ligi są:
- reforma Europejskiego Mechanizmu Stabilności,
- utrzymanie wolnego handlu,
- sprzeciw wobec protekcjonizmu,
- zwiększenie konkurencyjności poszczególnych rynków gospodarczych,
- zwiększenie konkurencyjności Unii Bankowej,
- ochrona interesów państw członkowskich, szczególnie po Brexicie[2][5].